# Vila Valério
Vila Valério là một đô thị thuộc bang Espírito Santo, Brasil. Đô thị này có diện tích 464,351 km², dân số năm 2007 là 12465 người, mật độ 26,84 người/km².